# 大長寺 (鎌倉市)
大長寺（だいちょうじ）は、神奈川県鎌倉市岩瀬にある浄土宗の寺院。山号は亀鏡山。本尊は阿弥陀如来。創建当初は「大頂寺」と名乗っていたが、後年「大長寺」に名称を改めた。

## 歴史
この寺は1548年（天文17年）、時の玉縄城城主の北条氏繁が、母の供養のために北条綱成の開基により建立された。なお開山は綱成が兼ねてから尊崇していた感誉存貞が勤めた。その後、代々後北条氏の崇拝を集め、北条氏ゆかりの寺宝も多い。
豊臣秀吉による小田原征伐においては、徳川家康の名を受け、時の住職暁誉源栄が植木村の龍宝寺住職、良達とともに玉縄城主北条氏勝を説得し、開城につなげた。
暁誉源栄と家康は古くから面識があり、その後も度々交流した。寺名を現在の「大長寺」に変更したのはこのころの事で、一説によると山号が「亀鏡山」であることを聞いた家康が、亀は大長寿なので、大長寺と名乗るよう寺名を変えさせたとの事である。

## 歴代住職
- 初代 感誉存貞
- 二代 雲誉円也
- 三代 源誉存応[注釈 1]
- 四代 暁誉源栄[注釈 2]
- 五代 不明
- 六代 永威 -1644年（正保元年）、境内に心蓮社を開基する。相模国風土記稿の頃では心蓮社蹟と記述あり。本尊の阿弥陀像は大長寺に移された[6]。

## 境内
- 山門 - 銅葺き
- 本堂 - 1882年（明治15年）に火災で全焼。1911年（明治44年）に再建された[7]。
- 方丈 - 大頂院殿・七曲殿の住まいを移した物と伝わる。
- イチョウの樹 - 本堂の前にあり。徳川家康手植えの物と伝わる。
- 鐘楼 - 文政3年（1820年）9月、西村和泉守藤原政時の銘が刻まれた梵鐘がかかる[7]。
- 吉祥水・梅の井 - いずれも存貞が祈祷の末、掘り当てた井戸と伝わる。現存[8]。
- 後北条一族の墓 - 裏山の墓地に後北条一族の墓と伝わる石塔が五基存在する。詳細は下記の通り。
  - 大頂院殿（北条綱成正室）墓 - 石塔には「大頂院光譽耀雲大姉 永禄元（1558年）稔戊午九月十日」と彫られている。
  - 北条繁広墓 - 石塔には表に「泰清院殿恵雲常智大居士　慶長十七（1612年）子天六月八日」、裏に「北條常陸介氏繁男、新左衛門繁廣」と彫られている。
  - 北条氏繁室（七曲殿）墓 - 五輪塔
  - 不明 - 石塔には「水月妙清大姉」と彫られているが、誰のものかは不明。
  - 不明 - 石塔には文字は彫られておらず、誰のものかは不明。

## 本尊
- 阿弥陀三尊

## 寺宝
- 倶利伽羅龍の図 - 北条氏康寄進。巨勢金岡作と伝わる[注釈 3]
- 山越阿弥陀図 - 大道寺政繁寄進。
- 養勝院殿[注釈 4]木像 - 1549年（天文18年）9月18日製。[10]
- 四季詠歌短冊4枚 - 春夏秋冬の歌を記載した短冊。春は後柏原院、夏は九条忠栄、秋は仙洞[注釈 5]、冬は八条桂光院の筆と伝わる。
- 銅雲盤 - 北条綱成寄贈。天文17年（1548年）の銘が残る物だが、1882年（明治15年）の火災で焼失した。[7]新編相模国風土記稿に絵図が残っている[11]。